# Medzilaborce
Medzilaborce es la capital del distrito de Medzilaborce en la región de Prešov, Eslovaquia, con una población estimada a final del año 2024 de 5723 habitantes.
Se encuentra ubicada al noreste de la región, cerca del río Laborec (cuenca hidrográfica del río Tisza) y de la frontera con Polonia.

## Demografía
| Año        | 1994 | 2004    | 2014    | 2024     |
| ---------- | ---- | ------- | ------- | -------- |
| Población  | 6646 | 6665    | 6703    | 5723     |
| Diferencia |      | +0,28 % | +0,57 % | −14,62 % |

| Año        | 2023 | 2024    |
| ---------- | ---- | ------- |
| Población  | 5747 | 5723    |
| Diferencia |      | −0,41 % |